# Dolors Udina i Abelló
Dolors Udina i Abelló   (Barcelona, 28 de setembre de 1953) és una traductora literària i professora de traducció. Les seves traduccions són sobretot de l'anglès al català, tot i que també ha traduït del francès, portuguès i castellà.
Es llicencià en Història Moderna i Contemporània a la Universitat de Barcelona el 1976, però s'ha dedicat professionalment a la traducció. Des de l'any 1998 és professora associada de traducció de la Facultat de Traducció i Interpretació de la UAB. Entre el 2000 i el 2005 va ser editora de la versió catalana de la revista digital The Barcelona Review. És membre del Grup d'Estudi de la Traducció Catalana Contemporània de la Universitat Autònoma de Barcelona. És també membre de la Càtedra Jordi Arbonès de traducció i forma part del jurat del Premi Jordi Domènech de Traducció de Poesia.
La primera novel·la que va traduir fou L'ampla mar dels Sargassos (Wide Sargasso Sea), de Jean Rhys, el 1987 a partir de l'encàrrec de l'editorial Columna. A continuació va traduir L'amic retrobat, de Fred Uhlman. Posteriorment ha traduït més de dos-cents títols d'autors com ara Ralph Ellison, Cynthia Ozick, Alice Munro, J. M. Coetzee, Toni Morrison, Raymond Carver, Nadine Gordimer, J. R. R. Tolkien, Jane Austen, Virginia Woolf i Ali Smith; així com llibres d'assaig d'autors com ara Isaiah Berlin, E. H. Gombrich, E. M. Forster i Carl Sagan. Ha traduït també llibres de poesia com, entre d'altres, Poemes i històries, de Robert Creeley, i Sonets del portuguès, d'Elizabeth Barrett Browning, així com el llibre de Mireille Gansel Traduir com transhumar, sobre el procés i les experiències de traducció d'aquesta darrera.

## Premis i reconeixements
- Premi Crítica Serra d'Or per la traducció en prosa de La senyora Dalloway de Virginia Woolf (2014).[3]
- Premi Ciutat de Barcelona per la traducció d'Els dimonis de Loudun, d'Aldous Huxley (2017).[5][6]
- Creu de Sant Jordi "per la seva intensa tasca en l'àmbit de la traducció literària, singularment de l'anglès al català" (2018).[7][8]
- Premi Nacional a l'Obra d'un Traductor.[9]
- Premi Nacional de Cultura (2023).[10]